# Allotrope Data Format
Das Allotrope Data Format kurz ADF ist ein offenes, semantisches Binärdatenformat für analytische Messdaten.

## Aufbau
Es basiert auf dem Hierarchical Data Format 5 (HDF5) kombiniert mit semantischen Metadaten des Resource Description Framework (RDF) dem Allotrope Data Model (ADM) und den Allotrope Foundation Ontologies (AFO) wobei nur letztere unter einer freien Creative Commons Lizenz veröffentlicht sind. Bei der Datenablage folgt man dem RDF Data Cube Vokabular des W3C. Die Daten selbst sind als mehrdimensionaler Array abgelegt. Integriert ist auch ein virtuelles Dateisystem, um Originaldaten im Herstellerformat abzulegen.

## Zweck
Das Format ist selbstbeschreibend und für die Langzeitarchivierung entwickelt. Die starke Verwendung von Ontologien wurde zur Erhöhung der Maschinenlesbarkeit eingebaut. Es werden Programmierschnittstellen für .NET und Java von der Allotrope Foundation selbst angeboten. Zugriff auf den Quelltext der Bibliotheken und deren kommerzielle Nachnutzung ist zahlenden Mitgliedern der Allotrope Foundation vorbehalten. Ziel ist es den gesamten Lebenszyklus der Labordaten in einer Datei zusammenzufassen. Neben Rohdaten und prozessierten Daten können Laborequipment, Personal, Prozesse, geografischer Standort und Projekte miteinander verknüpft werden. Dabei wird stets die Datenharmonisierung zwischen den verschiedenen Geräteherstellern angestrebt.

## Geschichte
Begründet wurde das Format von der Allotrope Foundation, einer US-amerikanischen Stiftung, die aus einem internationalen Konsortium forschender Arzneimittelhersteller hervorging. Nach Gründung der Allotrope Foundation 2012 wurden existierende Standards evaluiert und mit Machbarkeitsstudien begonnen. 2015 erfolgte die Veröffentlichung einer stabilen Version des Allotrope Datenformates und innerhalb von Mitgliedsorganisationen wurde mit der Implementierung begonnen. 2018 wurde ein vereinfachtes tabellarisches Datenmodell und die Möglichkeit Audit Trails abzuspeichern hinzugefügt. Später bot die Stiftung zusätzlich das Schwesterformat Allotrope Simple Model an, das einfacher zu handhaben ist und näher an dem Open Source Entwicklungsmodell liegt.

## Rezeption
Im Vergleich mit AnIML, JCAMP-DX und JSON wurde das Allotrope Data Format als am besten geeignetes Format für die selbst berichtende Datenablage evaluiert.